# Halessia
Halessia, nombre artístico de Felipe Salinas Cavina (Assis, 27 de junio de 1996), es una modelo, empresaria, maquilladora y drag queen brasileña, mejor conocida por su marca de pelucas, Rocker Front & Full Laces.

## Infancia y juventud
Halessia nació el 27 de junio de 1996 en Assis, São Paulo. Siendo la hija menor de la camarera Marisol Salinas y el albañil Eduardo Cavina, a los seis años se mudó a Barra da Lagoa, en Florianópolis, donde vivió hasta los dieciocho. Al llegar a la edad adulta, decidió seguir su sueño de trabajar como drag queen y modelo, lo que luego la llevó a mudarse a la ciudad de São Paulo.

## Carrera

### 2014–2019: Primeros años yRocker Front & Full Laces
En 2014, antes de comenzar su carrera como drag queen, Halessia comenzó a hacerse popular en Tumblr, donde publicaba fotos conceptuales y bien editadas al estilo de los chicos estadounidenses. Terminó destacando y ganando notoriedad en redes sociales gracias a sus fotos únicas en el mercado brasileño. Gracias a su éxito en redes sociales, Halessia comenzó a ser representada por Ford Models Brasil en Florianópolis. Más tarde, abandonó su carrera como modelo. A los 18 años, Halessia comenzó su carrera como drag queen, donde hizo su primer drag para una fiesta de Halloween, y desde entonces ha actuado por toda Santa Catarina. En 2016, Halessia se mudó a São Paulo para participar de un proceso de selección para conducir el programa de E! Drag Me as a Queen. Al final no pasó el proceso de selección del programa, pero se instaló en São Paulo y comenzó su carrera actuando en clubes nocturnos paulistas. Halessia comenzó su andadura empresarial fundando una tienda de gargantillas, donde la misma producía las piezas y las vendía en Instagram. En 2018, lanzó su marca de pelucas, Rocker Front & Full Laces. Rápidamente ganó el reconocimiento del público en las redes sociales y de grandes artistas brasileños como Anitta, Luísa Sonza, Manu Gavassi y Gloria Groove, entre otras celebridades que son clientes de su marca.

### 2020–presente: Way Model e Paris Fashion Week
En 2020, Halessia firmó un contrato con Way Model, la misma agencia que utilizan celebridades como Sasha Meneghel, Caroline Trentini y Alessandra Ambrósio. Más tarde tuvo una breve temporada como jueza invitada en el programa Love for the Arts. En agosto del mismo año, apareció en la portada de la reconocida revista Vogue, en la edición que celebra la libertad de ser quien eres. Ella cita a Naomi Campbell, Gisele Bündchen, Lady Gaga, RuPaul, Nicki Minaj e Iggy Azalea como sus mayores influencias artísticas. En 2021, debutó en la música con el sencillo Supermodel. Como una reina de la moda, su apariencia en el videoclip fue fundamental para el desarrollo de su proyecto. En 2023, Halessia ganó el puesto de musa del bloque de Sabrina Sato, O Carnaval da Sabrina + Unidos do Bar Brahma, en São Paulo. Posteriormente desfiló en la Semana de la Moda de São Paulo y en la Casa de Criadores. Ese mismo año, recibió una invitación del Festival de Cine de Cannes para el estreno de la película Jeanne du Barry, celebrado en el Grand Théâtre Lumière. En septiembre de ese mismo año, durante la visita de Iggy Azalea a Brasil, le regalaron el traje que la cantante usó en su actuación en la primera edición de The Town. La cantante incluso le habría entregado una carta escrita a mano.
Halessia cuenta actualmente con una legión de seguidores en redes sociales, donde alcanza cifras impresionantes. En TikTok, su perfil cuenta con más de 69 millones de "me gusta" y 3,9 millones de seguidores, además de más de 1,5 millones en Instagram. En 2024, Halessia debutó en la pasarela parisina. Fue elegida para desfilar para la reconocida marca Windowsen durante la Semana de la Moda de París, celebrada en Francia, y marcó un hito al convertirse en la primera drag queen brasileña en desfilar en la misma.

## Vida personal
Durante un video en su canal de YouTube, Halessia informó que se identifica como una persona no binaria y pansexual.

## Controversias

### WePink
Halessia publicó un video en su perfil de Instagram hablando sobre la publicidad que realizó para la controvertida base de maquillaje de WePink, marca propiedad de la influencer Virginia Fonseca. A petición de sus seguidores, habló sobre el contenido en el que probó y elogió el producto, el cual fue desaprobado por varias influencers del sector de la belleza, como Karen Bachini.

Chicos, la base de R$ 200 de Virginia, déjeme ver... Me pagaron por promocionar el producto cuando salió. En este caso, lo presenté a mis seguidores, hablé de sus características, lo probé en mi piel y lo rematé con maquillaje de drag queen. No hago el tipo de prueba de video donde agregas agua como hacen otras blogueras, que es simplemente aplicar el producto y probarlo, comparándolo. Nunca hago este tipo de reseñas porque no es mi fuerte, se lo dejo a quienes están más capacitados para hablar de ello de esa manera.
Halessia (vía Instagram).

Halessia argumentó que no suele hacer el tipo de reseñas que hacen otros blogueros y que probó el producto solo para hacer maquillaje de drag queen, que requiere más capas y acabados. Continuó con su arrebato explicando todo el proceso que siguió para crear el maquillaje en el video publicitario. Según informó, el objetivo era simplemente mostrar cómo le quedaba el producto en la piel.

## Premios y nominaciones
| Año  | Premio                | Categoría    | Resultado | Ref.   |
| ---- | --------------------- | ------------ | --------- | ------ |
| 2022 | MTV Millennial Awards | Miaw Fashion | Nominada  | [ 23 ] |